# Burhanuddin Rabbani
Burhanuddin Rabbani (perzsa átírással: برهان‌الدین ربانی; Badahsán tartomány, Fejzábád, 1940. szeptember 20. – Kabul, 2011. szeptember 20.) tádzsik nemzetiségű afganisztáni iszlám teológus, egyetemi tanár, politikus,  Afganisztán elnöke 1992-től 1996-ig, majd 2001-ben. 2011-ben merénylet áldozata lett.

## Élete
Iszlám jogot tanult a Kabuli Egyetemen, ahol 1963-ban végzett, majd ottmaradt tanítani. 1966-ban a kairói Azhar Egyetemen posztgraduális képzésen vett részt, s 1968-ban iszlám filozófiai szakon kapta második diplomáját. Itt lépett kapcsolatba a Muszlim Testvériség nevű szervezettel. Rabbani fordította le először Szajjid Kutb Mérföldkövek című könyvét darira (a dari az újperzsa nyelv Afganisztánban beszélt változata), ami azért érdekes, mert Rabbani a mérsékelt iszlám vonalat követte, aki sokat merített Kutb könyvéből, ugyanakkor a nála szélsőségesebb Ajman az-Zaváhiri és Ali Amín Ali al-Rasídi, az al-Káida két alapítója szintén magukénak vallották a könyvben megfogalmazott, utóbb kutbizmusként elterjedt ideológiát. Rabbani visszatért a Kabuli Egyetemre, és - szintén 1968-ban - csatlakozott a Dzsamijat-e Eszlámi-je nevű párthoz, ahol főleg az egyetemi hallgatók közti szervezőmunkát végezte, majd 1972-ben e párt elnöke lett. A pártban a tádzsik nemzetiségű tagok voltak többségben, Ahmad Sah Maszud és Rabbani vezetésével jelentős erőfeszítéseket tettek, hogy megdöntsék a szovjetbarát Mohammad Dávud Hán tábornok uralmát. 1974-ben le akarták tartóztatni iszlámbarát tevékenysége miatt, azonban tanítványai segítségével megszökött a rendőrök elől és Pakisztánba menekült, ahol Zulfikar Ali Bhutto miniszterelnök támogatását is sikerült megszereznie. Afganisztán jellemzően összetett politikai életének egyik köztes pillanata volt ez: a szovjetbarátnak tartott Daud erősen támogatta a pastuizmust, vagyis az önálló Pastunisztán létrejöttét, melyet részben Pakisztán területének rovására képzeltek el. Pakisztán nem sokkal korábban, 1971-ben vesztette el területének egy részét, amiből Banglades jött létre, így különösen érzékenyen reagált Daud elképzelésére, és kapóra jött neki az országába menekült Daud-ellenzék. Ez a hatalomátvételi kísérlet azonban kudarcba fúlt, Daud hatalmát csak 1978-ban buktatták meg.
1979-ben kezdődött a Szovjetunió afganisztáni háborúja, mikor megszállták az országot és szovjetbarát kormányt állítottak az élére. 1980-ra az ország egész területén 54 ellenálló csoport működött, ezek utóbb hét nagyobb szervezetbe tömörültek, melyek vezetői Pesavarban szövetséget kötöttek. E szervezetek egyike volt a Rabbani politikai és Ahmad Sah Maszud katonai vezetésével működő Dzsamijat-e Eszlámi-je. E szervezetek katonáit nevezték mudzsahedeknek, Rabbani pedig az ellenállás egyik vezetőjévé vált. A szövetség azonban az ideológiai és nemzetiségi különbségek miatt az 1988-ben megkezdett szovjet csapatkivonást követően szétesett, az ország területe egymással ellenséges hadurak kezére került és kezdetét vette az első afganisztáni polgárháború.
1992-ben a mudzsahedek aláírták a aláírták a pesavari megállapodást, ami lehetővé tette választások megtartását, és egy ideiglenes kormány megalakítását. A megállapodás aláírói abban egyeztek meg, hogy egy kéthónapos átmeneti időszak alatt Szebgatolláh Modzsaddedi majd az ezt követő négyhónapnyi időszak alatt Burhanuddin Rabbani lesz az ország ideiglenes elnöke. Bár Rabbani tett erőfeszítéseket a polgárháború lezárására, valójában elnöksége időtartama alatt sosem szűntek meg a harcok. Első intézkedéseinek egyike volt a magánhadseregek feloszlatása, sőt, a rendőrség és a katonaság iszlamizálását is el akarta érni. Menesztette Szabur kormányfőt, amikor a szélsőséges iszlamista politikus szervezetének tagjai fegyveres támadást indítottak kormánykatonák ellen. Négyhónapos elnöki periódusát egyszer 45 nappal meghosszabbították, majd 1992 decemberében a nemzetgyűlés választóülése megerősítette hivatalában és ideiglenesből választott államfő lett. Ennek jelentőségét azonban beárnyékolta, hogy egyedüli jelölt volt, és a pesavari megállapodást aláíró kilenc szervezetből csak négyen vettek részt a választásokon, így a Loja Dzsirga (az afgán parlament) összetétele nem tükrözte a teljes afgán társadalmat.
Rabbani 1996-ig volt az ország elnöke, amikor a tálibok először vették át a hatalmat. Elnökségének ideje alatt a hatalma - és a kormány hatalma is - valójában elsősorban Kabulra és környékére korlátozódott, a polgárháború ideje alatt az ország egyes részeit a hadurak uralták. 1996-ban Kabul elesett, a tálibok kikiáltották az Afganisztáni Iszlám Emirátust, Mohammad Rabbani mullah  (aki csak névrokona Burhanuddin Rabbaninak) pedig átvette a hatalmat. Rabbani Afganisztánban maradt, az ország északi részében egy, a tálibok által meg nem szállt területen, ahol Északi Szövetség néven új kormányt alakított (ekkor az ország teljes területének mindössze hét százaléka nem állt a tálibok uralma alatt).
2001-ben az afganisztáni háború során kiszorított tálibok után Rabbani rövid időre ismét az ország elnöke lett: 2001 november 13-tól december 22-ig töltötte be a tisztséget, mikor megalakult az új ideiglenes kormány Hámid Karzai vezetésével. 2010-ben a nemzeti megbékélés fórumaként létrehozták a Legfelsőbb Béketanácsot, melynek elnöki tisztét Rabbani töltötte be egészen 2011-es meggyilkolásáig, ezt követően fia, Szaláhoddin Rabbáni vette át a pozícióját.
2011. szeptember 20-án Rabbani otthonában fogadott két tálib megbízottat, akik azzal keresték meg, hogy igen jó híreket hoztak. A két férfit Rabbani testőrei megmotozták ugyan, de a turbánjuk alá nem néztek be: az oda rejtett pokolgép felrobbant és kioltotta a volt elnök életét is.

## Fordítás
- Ez a szócikk részben vagy egészben  a   Burhanuddin Rabbani című angol Wikipédia-szócikk ezen változatának fordításán alapul.  Az eredeti cikk szerkesztőit annak laptörténete sorolja fel. Ez a jelzés csupán a megfogalmazás eredetét és a szerzői jogokat jelzi, nem szolgál a cikkben szereplő információk forrásmegjelöléseként.